# Неферкара (III династия)
Неферкара — имя египетского фараона Древнего царства, который предположительно принадлежал к III династии. Его имя известно только по Абидосскому царскому списку, а идентификация с фараонами, известными по другим источникам, вызывает споры среди египтологов.

## Попытки идентификации
В каких-то других источниках имя фараона, имеющего личное имя Неферкара не упоминается. Различными египтологами предпринимались попытки идентифицировать его с правителями, известными по другим источникам. Ю. фон Бекерат и  Р. Ханнинг предположили, что Неферкара или Небкара — личное имя фараона, которого Манефон в своей «Истории Египта» назвал Месохрис. Их поддержал Т. Шнайдер, датируя правление манефоновского Месохриса 2690 годом до н. э., считая, что Неферкара и Небкара правили между фараонами Худжефа II и Хуни. Однако против подобной идентификации выступил египтолог К. Тайс, который высказал предположение, что Месохрис — это ещё одна греческая форма имени фараона Микерина, поскольку по традиции, заложенной Иосифом Флавием, третья династия смешана с четвёртой. По его мнению, Неферкара могло быть личным именем фараона, известно под своим хоровым именем Хаба.